# Sigvard Månsson Kruse
Sigvard Månsson Kruse af Elghammar, död 1624, var en svensk militär.

## Biografi
Sigvard Kruse af Elghammar var son till lagmannen Måns Kruse och Brita Hård. Han var överste för ett regemente till fots. Kruse avled 1624 och hans vapen uppsattes i Frustuna kyrka.

### Egendom
Kruse ägde Lundby i Husby-Rekarne socken.

### Familj
Kruse var gift med Ingeborg Ryning, dotter av ståthållaren Erik Ryning på Stockholms slott och Anna Lilliehöök. De fick tillsammans barnen generallöjtnanten, friherre Erik Kruse af Kajbala (1616–1665) och kaptenen Axel Kruse vid Södermanlands regemente.